# Aequatorium repandiforme
Aequatorium repandiforme là một loài thực vật có hoa thuộc họ Asteraceae chỉ có ở Ecuador.
Môi trường sống tự nhiên của chúng là vùng núi ẩm nhiệt đới hoặc cận nhiệt đới, và hiện đang bị đe dọa vì mất môi trường sống.